# Mauro Soderini

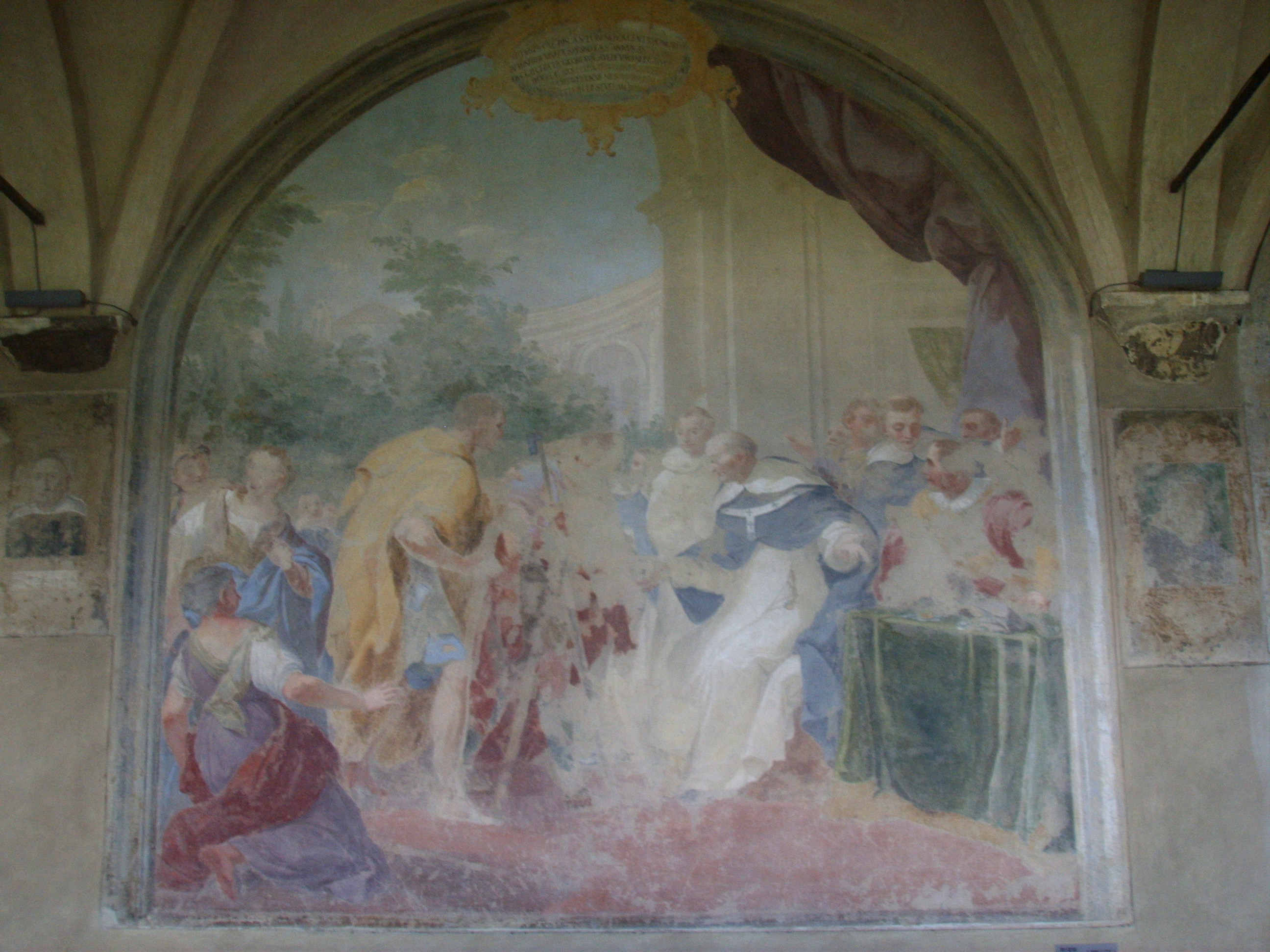
Sant'Antonio rimprovera i finti poveri ciechi

Mauro Soderini (Firenze, 15 gennaio 1704 – Firenze, post 1751) è stato un pittore italiano.

## Biografia
Figlio del pittore Francesco Soderini e di Caterina Angiola Carnesecchi, artisticamente si formò nella bottega del padre per poi spostarsi a Roma nella bottega di Benedetto Luti.
Al rientro a Firenze dipinse nel 1718 lo Sposalizio della Vergine nel Duomo di Firenze. Altre sue opere si trovano nel chiostro grande di santa Maria Novella dove realizza gli affreschi raffiguranti Sant'Antonio rimprovera i finti poveri ciechi e San Tommaso presenta l'Uffizio del Corpus Domini a papa Urbano IV. Affrescò inoltre un salone di palazzo Peruzzi-Bourbon del Monte, mente sua è una bella Apparizione di Gesù Bambino a sant'Antonio da Padova nella chiesa di San Giovanni Battista a Sandetole (1738-1740).
Di lui non esistono più notizie dopo il 1751; l'ultima sua opera è San Zanobi resuscita un fanciullo del 1745 e conservata nella chiesa di Santo Stefano al Ponte.